# Andrzej Trybulec
Andrzej Wojciech Trybulec (né le 29 janvier 1941 à Cracovie et mort le 11 septembre 2013 à Białystok) est un mathématicien et informaticien polonais, connu pour avoir développé le système Mizar.

## Biographie
Il est le fils de Jan et Barbara Trybulec. Il suit des études de mathématiques à l'université de Varsovie et obtient sa maîtrise en 1966. Huit ans plus tard il devient docteur en mathématique sous la direction de Karol Borsuk.
En septembre et octobre 1973, il est professeur invité à l'institut d'information scientifique et technique de Moscou où il décrit pour la première fois l'idée de la lisibilité de la machine de textes mathématiques.
Après l'obtention de son doctorat en 1974, il s'intéresse à la linguistique mathématique. Il commence les travaux sur le système Mizar en s'appuyant sur la Théorie des ensembles de Tarski-Grothendieck (en).

## Famille
La sœur d'Andrzej Trybulec, Krystyna Kuperberg, ainsi que son beau-frère Włodzimierz Kuperberg (en) et son neveu Greg Kuperberg (en) sont des mathématiciens connus.